# SK Ljubljana
SK Ljubljana – słoweński klub piłkarski, mający siedzibę w stolicy kraju, mieście Lublana.

## Historia
Chronologia nazw:
- 1936: SK Ljubljana – po fuzji klubów SK Ilirija i ASK Primorje
- 1941: klub rozwiązano

Klub piłkarski SK Ljubljana został założony w Lublanie w roku 1936 po fuzji klubów SK Ilirija i ASK Primorje. W sezonie 1935/36 zespół zastąpił klub z Primorje, który wywalczył awans do finałów mistrzostw Lublańskiego pododdziału. W turnieju finałowym zajął pierwsze miejsce wśród 4 zespołów, zdobywając promocję do mistrzostw Jugosławii. W krajowych rozgrywkach prowadzonych systemem pucharowym najpierw w 1/8 finału rywal Concordia Zagrzeb zrezygnował z gry, w ćwierćfinale zwyciężył Krajišnik Banja Luka, ale w półfinale został pokonany przez BSK Beograd. To było najwyższe osiągnięcie klubu. W sezonie 1936/37 po kolejnej reorganizacji systemu rozgrywek mistrzostwa odbywały się w jedynej lidze. Po zajęciu 8.miejsca w sezonie klub kontynuował rozgrywki i w sezonie 1937/38, w którym spadł na 9.lokatę. Sezon 1938/39 zakończył znów na 9.pozycji. W sezonie 1939/40 klub po kolejnej reformie występował w osobnej Hrvatsko-slovenačkiej lidze, gdzie zajął ostatnie 10.miejsce. W następnym sezonie 1940/41 występował w Słoweńskiej lidze, gdzie zwyciężył i zdobył promocję do finałów mistrzostw Jugosławii. Jednak w kwietniu 1941 nastąpił atak faszystowskiej III Rzeszy na Jugosławię. Z powodu wojny klub został rozwiązany.

## Barwy klubowe i strój
| Zielony | Biały |

Klub ma barwy zielono-białe. Przez całą historię piłkarze domowe spotkania zazwyczaj grają w zielonych koszulkach w białe pasy, zielonych spodenkach oraz zielonych getrach. Wcześniej kolory klubowe były czarno-białe.

## Sukcesy

### Trofea międzynarodowe
Nie uczestniczył w rozgrywkach europejskich (stan na 31-05-2018).

### Trofea krajowe
Jugosławia
| \| \| Zdobyte trofea w rozgrywkach Jugosławii (stan na: 31-05-1992) \| |                                                               |      |                        |
| Rozgrywki                                                              | Osiągnięcie                                                   | Razy | Sezon(y)               |
| Mistrzostwo                                                            | I miejsce                                                     | 0    |                        |
| Mistrzostwo                                                            | II miejsce                                                    | 0    |                        |
| Mistrzostwo                                                            | III miejsce                                                   | 1    | 1935/36 (półfinalista) |
| Puchar                                                                 | zdobywca                                                      | 0    |                        |
| Puchar                                                                 | finalista                                                     | 0    |                        |
|                                                                        | Zdobyte trofea w rozgrywkach Jugosławii (stan na: 31-05-1992) |      |                        |

- Slovenska republiška nogometna liga:
  - mistrz (2): 1935/36, 1940/41

## Poszczególne sezony

### Rozgrywki krajowe
| \| \| Bilans występów klubu SK Ljubljana w rozgrywkach piłkarskich Jugosławii (Stan na 31 maja 2018 r.) \| |                                                                                                   |        |       |   |   |   |    |    |     |           |        |        |          |
| Poziom | Rozgrywki                                                                                         | Sezony | Mecze | Z | R | P | B+ | B– | Pkt | Lata      | Awanse | Spadki | Naj.     |
| I | Državno prvenstvo                                                                                 | 4      |       |   |   |   |    |    |     | 1936–1939 | 0      | 0      | półfinał |
| I | Hrvatsko-slovenska liga                                                                           | 1      |       |   |   |   |    |    |     | 1939/40   | 0      | 0      | 10       |
| I | Slovenska republiška nogometna liga                                                               | 1      |       |   |   |   |    |    |     | 1940/41   | 0      | 0      | 1        |
| | Bilans występów klubu SK Ljubljana w rozgrywkach piłkarskich Jugosławii (Stan na 31 maja 2018 r.) |        |       |   |   |   |    |    |     |           |        |        |          |

## Struktura klubu

### Stadion
Klub rozgrywa swoje mecze domowe na stadionie ob Tyrševi cesti w Lublanie, który może pomieścić 1000 widzów.